# Plan ayutlański
Plan ayutlański (hiszp. Plan de Ayutla) – plan polityczny przyjęty 1 marca 1854 przez uczestników spisku przeciwko dyktaturze Santa Anny.
Powstał z inicjatywy liberalnych oficerów (między innymi płk Florencio Villareal, gen. Juan Álvarez). Został ogłoszony w wiosce Ayutla. Zakładał obalenie istniejącego rządu i zwołanie nadzwyczajnego Kongresu Konstytucyjnego. Zawierał również ostrą krytykę polityki Santa Anny. Był ideową podstawą wydarzeń, których kulminacją była tzw. wojna o Reformę.